# ولکی وسک
ولکی وسک (به چکی: Velký Osek) یک منطقهٔ مسکونی در جمهوری چک است که در Kolín District واقع شده‌است.

## خصوصیات
ولکی وسک ۱۰٫۵۴ کیلومترمربع مساحت و ۲٬۲۰۶ نفر جمعیت دارد و ۱۸۹ متر بالاتر از سطح دریا واقع شده‌است.